# Abbaye de Cârța
Pour les articles homonymes, voir Cârța.
Le monastère de Cârța  est un ancien monastère cistercien se situant dans la région de Țara Făgărașului, en Transylvanie méridionale, en Roumanie, ce qui en fait la plus orientale de toutes les abbayes cisterciennes médiévales d'Europe (Constantinople/Istanbul excepté).
Les restes de l'église abbatiale ont été convertis actuellement en église luthérienne appartenant à la communauté locale de Saxons de Transylvanie. Elle se situe sur la rive gauche de l'Olt, entre les cités de Sibiu et de Făgăraș, à proximité des villages de Cârța (en allemand : Kerz, en hongrois : Kerc) et de Cârțișoara (en allemand Kleinkerz).
Le monastère fut fondé en 1205 ou 1206 par le roi André II de Hongrie, et fut abandonné le 27 février 1474 par ordre du roi Matthias Ier de Hongrie. Le monastère cistercien a eu un rôle majeur dans la politique, l'économie et l'histoire culturelle de la Transylvanie médiévale, il introduisit et aida au développement de l'architecture gothique et des cépages de Bourgogne dans la région.

## Histoire du monastère

### Fondation

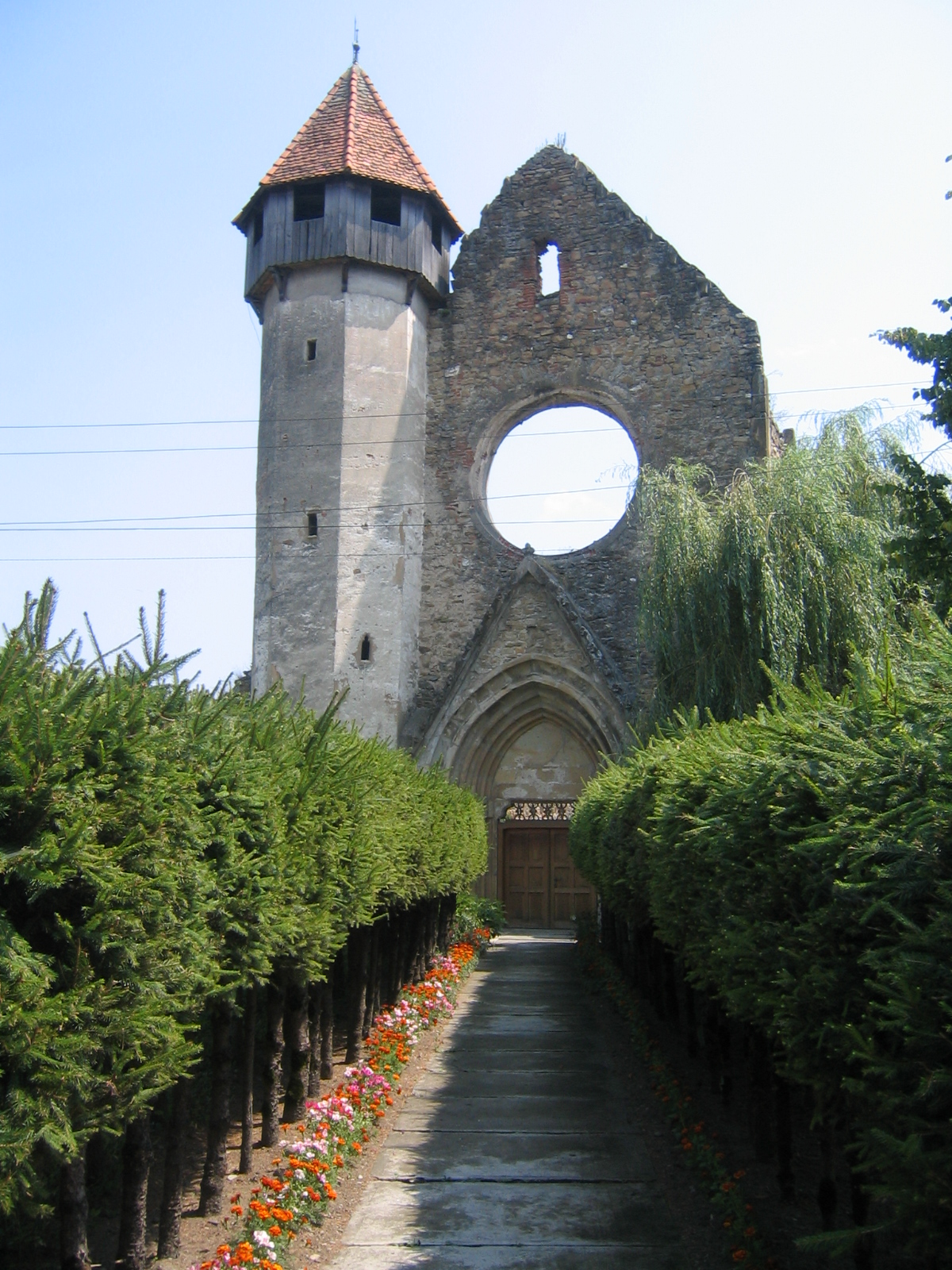
Monastère de Cârța.

La date exacte de la fondation du Monastère de Cârța reste incertaine. Un document trouvé à Constance, datant du 17 avril 1418, promulgué par Sigismond Ier du Saint-Empire constatant vaguement que le monastère a été fondé, construit, et que des droits et des privilèges lui ont été octroyés par ses prédécesseurs. Le statut d'établissement royal est aussi mentionné dans l'acte de dissolution du monastère datant du 27 février 1474, et fut promulgué « ex auctoritate juris patronatus regii » par Matthias Ier de Hongrie. Les documents cisterciens du XIIIe au XVe siècle produits et analysés par Leopold Janauschek font mention de l'année 1202-1203 comme celle de fondation du monastère.
La meilleure approximation de la date de fondation du monastère provient d'un document de la chancellerie royale de Hongrie datant de 1223. Ce document établit le territoire sur lequel le monastère est construit : il est délimité au nord par l'Olt et par ses affluents : l'Arpaș (ro) à l'est, la Cârțișoara (ro) à l'ouest ainsi que les monts Făgăraș au sud. L'acte précise aussi que ce territoire a été octroyé par le Roi André II de Hongrie, pour la bénédiction de son âme, par l'intermédiaire du voïvode de Transylvanie Benedict (« pro remedio animae nostre per fidelem ac dilectum nostrum Benedictum tunc temporis vaivodam assignari facientes »). Il est certain que Benedict a été voïvode de Transylvanie entre 1202 et 1206 ainsi que de 1208 à 1209. Cela signifie que la date exacte de fondation doit se situer entre 1202 et 1209. En plus de ce document, le chapitre général de l'ordre cistercien remontant à 1206, permet de préciser la date de fondation. Ce dernier mentionne la présence de moines cisterciens de Transylvanie, le plus probablement du monastère de Cârța (« abbas ultra Sylvas in Hungaria, filius abbatis de Egris »), au sein de l'abbaye de Cîteaux, l'abbaye mère de l'ordre cistercien, en Bourgogne.

### L'abbaye au Moyen Âge
Une première église abbatiale, de style roman, est consacrée en 1230. Elle est de dimensions très réduites (huit à dix mètres de longueur). Mais l'ensemble de l'abbaye est ravagé en 1241 lors de l'invasion mongole. Une nouvelle église, gothique, est construite. C'est une des toutes premières églises construites en Transylvanie suivant le procédé de la croisée d'ogives, ce qui va contribuer à populariser cette architecture dans la région,. Le cloître date aussi de cette époque.

### La fermeture de l'abbaye
En 1432, une nouvelle invasion, cette fois-ci ottomane, ravage la région et endommage l'abbaye. En 1474, le roi Matthias Corvin, face à la menace turque, impose la fermeture de l'abbaye. Les offices religieux dans l'église ont cependant pu se poursuivre.

## L'abbaye

### L'église abbatiale
Sur l'ancienne abbatiale romane, on n'a que très peu de données. En revanche, la nouvelle est connue. L'église abbatiale médiévale était à trois nefs (une centrale et deux collatérales), huit travées d'arcades, un transept. La partie subsistante de l'abbatiale, utilisée par l'Église luthérienne, est le chœur de l'abbatiale médiévale. Celui-ci avait une forme polygonale, inspirée de celle de l'Pontigny, la maison-mère bourguignonne de l'abbaye d'Igriș.

### Le cloître
Bâti au sud (à droite en regardant vers l'orient) de l'abbatiale, suivant la tradition cistercienne, il servait non seulement de lieu de prière, mais encore de cimetière. Le pasteur évangélique actuel a trouvé de nombreux ossements humains en parcourant l'ancien cloître.

## Images

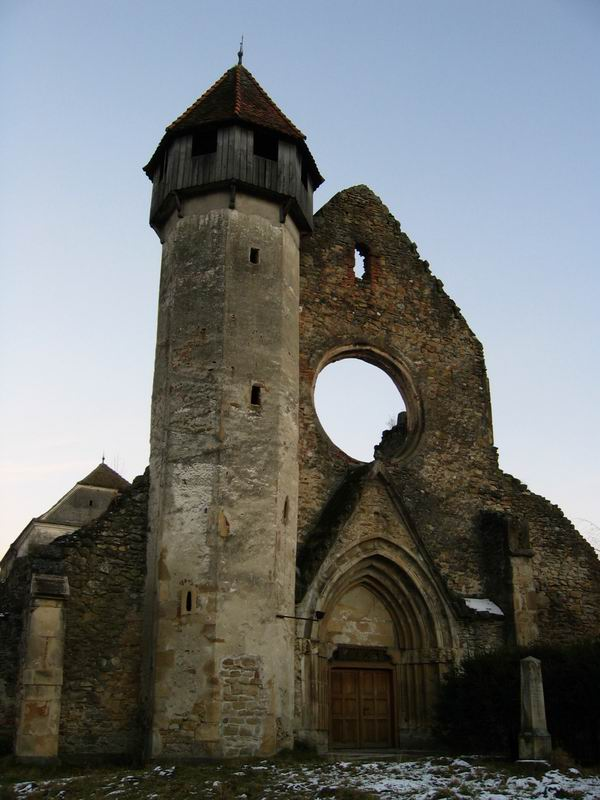
Le Monastère de Cârța, en décembre 2004.
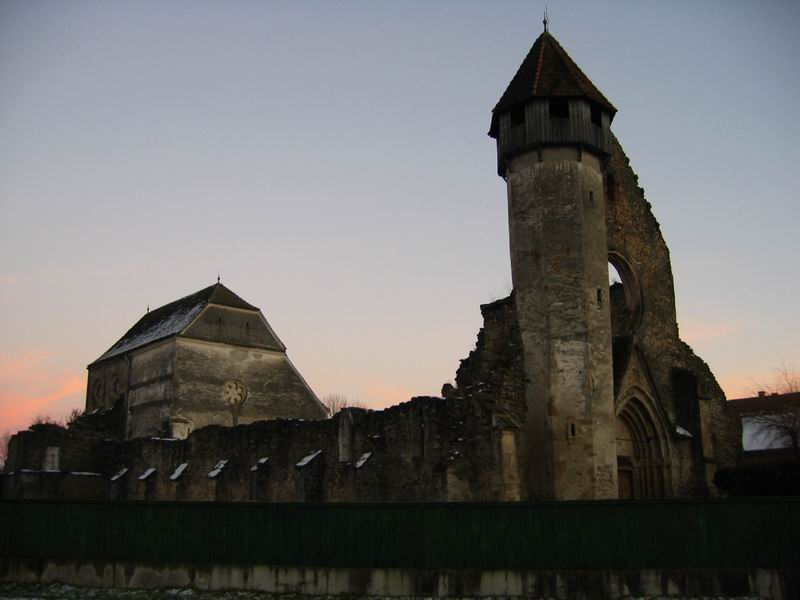
Le Monastère de Cârța, en décembre 2004.
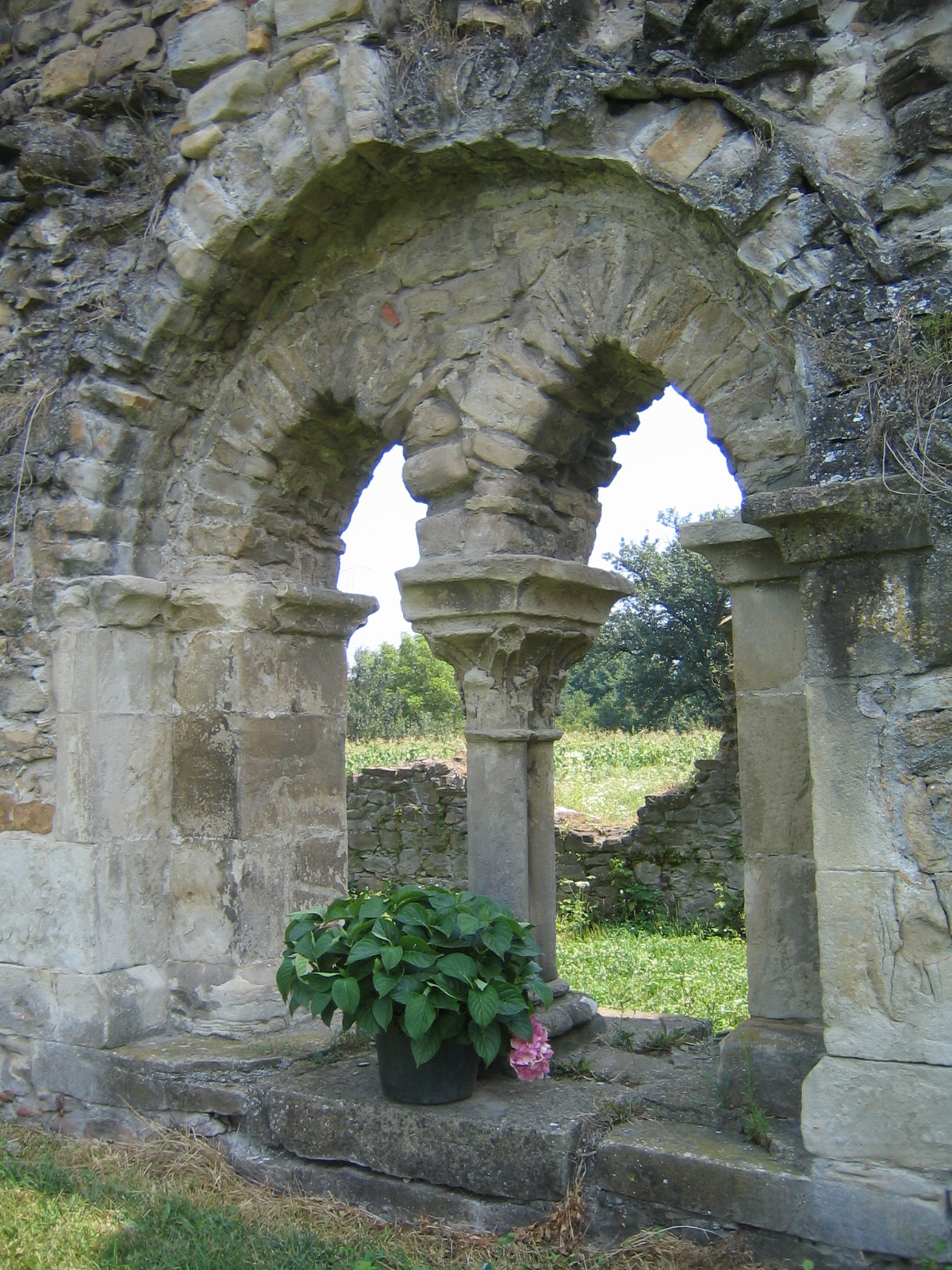
Le Monastère de Cârța (détail), en août 2006.
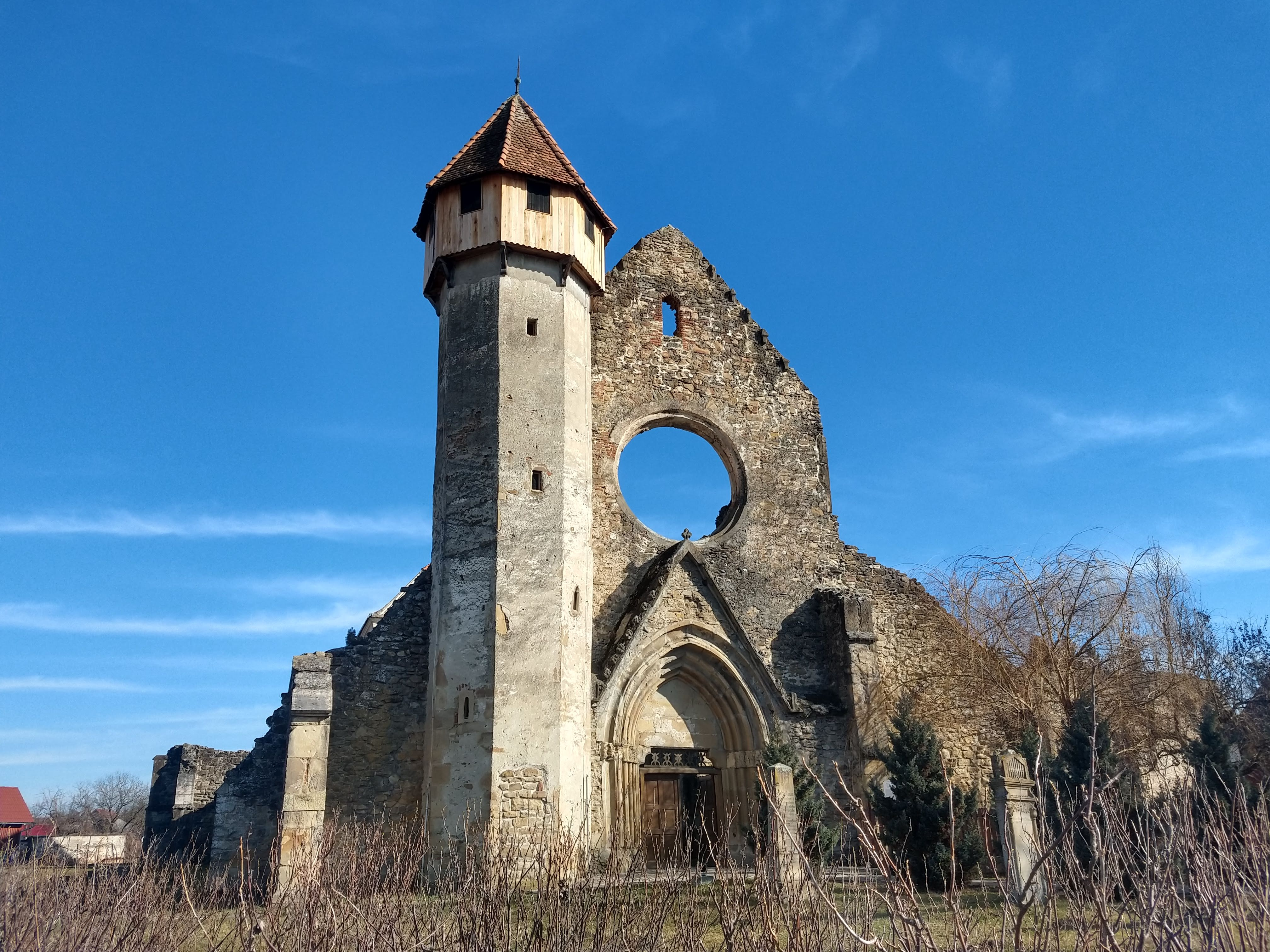
La tour et la façade ouest de l'abbaye de Cârța. Septembre 2020.